# ستان أندرسون
ستان أندرسون (بالإنجليزية: Stan Anderson)‏ (مواليد 27 فبراير 1933) هو لاعب كرة قدم. يلعب مع منتخب إنجلترا لكرة القدم. سبق له أن لعب في كأس العالم لكرة القدم مع منتخب بلاده.

## مسيرته الكروية
لعب ستان أندرسون خلال مسيرته الاحترافية مع 3 أندية في ستة عشر موسمًا وسجل خلالها 46 هدفًا ضمن 504 مباراة. ولم يفز بأي موسم بالكأس أو بالدوري.
خاض ستان أندرسون مسيرته مع نادي سندرلاند في موسم 1952–53 ليلعب معه اثنا عشر موسمًا، مشاركًا في 402 مباراة سجل خلالها 31 هدفًا. ثم انتقل إلى نادي نيوكاسل يونايتد في موسم 1963–64 واستمر معه طيلة ثلاثة مواسم، حيث شارك في 81 مباراة سجل خلالها 13 هدفًا. لينتقل بعدها إلى نادي ميدلزبره في موسم 1965–66 لمدة موسم واحد، مشاركًا في 21 مباراة سجل خلالها هدفين.

## روابط خارجية
- ستان أندرسون على موقع الاتحاد الدولي (مؤرشف)  (الإنجليزية)
- ستان أندرسون على موقع قاعدة بيانات كرة القدم.إي يو (الإنجليزية)
- ستان أندرسون على موقع ناشيونال فوتبول تيمز (الإنجليزية)
- ستان أندرسون على موقع Soccerbase.com (مدرب) (الإنجليزية)
- ستان أندرسون على موقع عالم كرة القدم.نت (الإنجليزية)